# 罗日纽伊·尚多尔
罗日纽伊·尚多尔（匈牙利語：Rozsnyói Sándor，1930年11月24日—2014年9月2日），匈牙利男子田径运动员。他曾代表匈牙利参加1956年夏季奥林匹克运动会田径比赛，获得男子3000米障碍赛银牌。